# José Néstor Pekerman
José Néstor Pekerman Krimen (ur. 3 września 1949 w Villa Domínguez) – argentyński trener i piłkarz.
Posiada również obywatelstwo kolumbijskie.

## Kariera piłkarska
Jako zawodnik występował w Argentynie - Argentinos Juniors i Kolumbii - Independiente Medellín. W wieku dwudziestu dziewięciu lat odniósł kontuzję kolana, która zakończyła jego karierę.

## Kariera szkoleniowa
Od 1982 przez dwanaście lat był trenerem juniorów w Chacarita Juniors, Argentinos Juniors i chilijskim CSD Colo-Colo.
W 1994 roku został wybrany na selekcjonera młodzieżowej reprezentacji Argentyny. W kraju nominacja ta wzbudziła wiele kontrowersji, ponieważ Pekerman był osobą nieznaną w środowisku piłkarskim i nie mógł poszczycić się żadnymi sukcesami. Szybko jednak uciszył wszystkich krytyków. Prowadzona przez niego drużyna trzykrotnie (w 1995, 1997 i 2001 roku) triumfowała w mistrzostwach świata U-21 oraz dwukrotnie (1997 i 1999) w młodzieżowym mistrzostwach Ameryki Południowej. Jego podopiecznymi, byli wówczas rozpoczynający kariery piłkarskie Juan Pablo Sorín, Leo Franco, Walter Samuel, Pablo Aimar, Esteban Cambiasso, Juan Roman Riquelme, Javier Saviola, Nicolas Burdisso czy Maxi Rodríguez. Po Mundialu 1998 prezydent federacji, Julio Grondona, zaproponował Pekermanowi przejęcie pierwszej reprezentacji, ale szkoleniowiec uznał, że jeszcze nie jest gotowy i rekomendował na to stanowisko Marcelo Bielsę.
W 2003 roku przeniósł się do Hiszpanii, gdzie został dyrektorem sportowym w drugoligowym CD Leganés, którego właścicielem był argentyński biznesmen Daniel Grinbank. Pekerman pracował na tym stanowisku tylko kilka miesięcy i jeszcze w tym samym roku powrócił do Argentyny.
Kiedy Bielsa niespodziewanie zrezygnował po zdobyciu złotego medalu olimpijskiego w 2004 roku, Grondona ponowił swoją propozycję, którą tym razem Pekerman przyjął.
Prowadzona przezeń drużyna Albicelestes zajęła drugie miejsce na Pucharze Konfederacji 2005, przegrywając finał z Brazylią (0-3). W eliminacjach do Mundialu 2006 prowadzona przez niego reprezentacja zajęła drugie miejsce, ustępując Brazylii tylko bilansem bramek. W osiemnastu meczach kwalifikacyjnych wystąpiło aż czterdziestu sześciu piłkarzy. Na mundialu Argentyńczycy zajęli pierwsze miejsce w grupie, po drodze pokonując m.in. Serbię i Czarnogórę 6:0. W drugiej rundzie po dogrywce zwyciężyli Meksyk. Odpadli w ćwierćfinale po rzutach karnych, po meczu z gospodarzami Niemcami. Obserwatorzy podkreślali, że szkoleniowcowi udało się umiejętnie zestawić w kadrze doświadczonych zawodników - Roberto Ayala, Juan Pablo Sorin, Hernán Crespo z piłkarską młodzieżą - Carlos Tévez, Lionel Messi, Maxi Rodriguez. Po porażce z Niemcami na Pekermana spadła fala krytyki. Dziennikarze zarzucali mu, że zamiast młodych Messiego albo Teveza wpuścił na boisko doświadczonego Julio Cruza, który, ich zdaniem, był najsłabszym ogniwem w drużynie. Jednocześnie, przy stanie 1:0 dla Argentyny, zdjął z boiska „mózg” zespołu – Juana Romana Riquelme. Kilka minut później Niemcom udało się wyrównać stan gry i doprowadzić do dogrywki. Pekerman, mimo sprzeciwu Grondony, podał się do dymisji.
30 maja 2007 roku podpisał kontrakt z meksykańskim klubem Deportivo Toluca, ale funkcję trenera klubu pełnił niespełna przez rok.
W styczniu 2012 roku został selekcjonerem reprezentacji Kolumbii. Na Mistrzostwach świata w 2014, prowadzona przez niego Kolumbia okazała się czarnym koniem turnieju. W fazie grupowej wygrała wszystkie swoje mecze, a w 1/8 finału pokonała Urugwaj (2-0). Kolejny raz na przeszkodzie do medalu stanęła drużyna gospodarzy - tym razem była to Brazylia, która wygrała ćwierćfinałowe spotkanie (2-1). Cztery lata później Pekerman, drugi raz poprowadził Los Cafeteros na Mundialu. Kolumbia zajęła pierwsze miejsce w swojej grupie, pomimo porażki w otwierającym spotkaniu z Japonią. W 1/8 mocniejsza okazała się Anglia, która wygrała z Kolumbijczykami po rzutach karnym (1-1, p.k 3-4).

## Sukcesy

### Trenerskie

#### Argentyna U-21
- Złoty medal Mistrzostw Świata U-20: 1995, 1997, 2001
- Złoty medal mistrzostw Ameryki Południowej U-20: 1997, 1999

#### Argentyna
- Srebrny medal Pucharu Konfederacji: 2005
- awans do Mundialu 2006 i start w tym turnieju (ćwierćfinał) z reprezentacją Argentyny

#### Kolumbia
- awans do Mundialu 2014 i start w tym turnieju (ćwierćfinał) z reprezentacją Kolumbii
- awans do Mundialu 2018 i start w tym turnieju (1/8) z reprezentacją Kolumbiii
- Brązowy medal Copa América: 2016